# Ден, Иван Иванович
Иван Иванович (Иоганн-Якоб) фон Ден (2 августа 1786, Российская империя — 1859, Козенице) — русский военный инженер немецкого происхождения, инженер-генерал (10.10.1843). Участник русско-шведской войны 1808-1809 гг. и Наполеоновских войн 1812-1814 годов, герой русско-турецкой войны 1828-1829 гг. и Польской кампании 1831 года. Член Государственного совета (1850-1859). Брат генерал-майора Ф. И. Дена.

## Биография
Из дворян Выборгской губернии, сын Ивана Самойловича Дена, служившего в 1770-х годах в гвардейской артиллерии поручиком и затем цензором Фридрихсгамского порта. У последнего было десять человек детей, братья Ивана Ивановича — Фёдор (умер в 1828 г., генерал-майор), Александр-Густав, Карл-Леопольд (1807—1888, полковник Генерального штаба). Из них Иван Иванович был старшим и родился 2 августа 1786 года, когда его отец уже оставил службу и жил в Финляндии, в своём имении с. Сипполо, в 25 верстах от Фридрихсгама. Однако это имение, хотя и значительное пространством, давало так мало дохода, что многочисленная семья Дена с трудом могла прожить прилично. Тем не менее Иван Иванович получил тщательное домашнее воспитание под руководством умного и учёного немца, некоего Тиме.
26 февраля 1804 года Ден вступил в военную службу колонновожатым в свиту его императорского величества по квартирмейстерской части и до конца мая 1805 года находился при съёмке и составлении топографической карты русской Финляндии. В ноябре того же года он был назначен в армию генерала от кавалерии Л. Л. Беннигсена и участвовал в заграничном походе до Бреславля. По возвращении из похода, 17 марта 1806 года, 20-ти лет от роду, Ден был произведён в подпоручики в 1-й пионерный полк и затем, в качестве инженерного офицера, участвовал в кампании против шведов 1808—1809 годов. Состоя при инженер-генерале графе П . К. Сухтелене, он принимал участие в осаде крепости Свеаборга и за храбрость при возведении осадных батарей получил 17 августа 1808 года орден Святой Анны 4-й степени. По окончании войны, он был переведён в Инженерный корпус поручиком и зачислен в Роченсальмскую инженерную команду, а в 1810 году назначен адъютантом по строительной части к командиру Старо-Финляндского инженерного округа инженер-генерал-майору К. И. Штрейтерфельду и до февраля 1813 года находился в Кюменьгарде для производства работ по строившейся там крепости.
В декабре 1812 года состоялся Высочайший указ о формировании лейб-гвардии Сапёрного батальона, для укомплектования которого повелено было выбрать «лучших людей и отличнейших офицеров». В числе последних, как известный начальству своими способностями и познаниями в инженерных науках, был и Ден, который 17 февраля 1813 года переведён в лейб-гвардии Сапёрный батальон штабс-капитаном. 15 марта 1816 года Ден был произведён в капитаны, а уже 26 ноября того же года — в полковники. В 1817 году шефом этого батальона был назначен великий князь Николай Павлович, который всегда интересовался инженерным и сапёрным делом, хорошо знал его, и с этого времени имел случай ближе узнать служебные качества Дена. В 1817 году, уже в чине полковника, Ден заведовал в батальоне «верховыми» (то есть наземными) работами, которые удостоились осмотра императора Александра I, оставшегося совершенно довольным успехами батальона в этом деле.
17 января 1819 года Ден был назначен командиром 1-го пионерного (сапёрного) батальона, квартировавшего в то время в городе Рогачёве Могилёвской губернии. Здесь он познакомился с семейством отставного кавалерийского майора, богатого помещика Волк-Ланевского и женился на его дочери, Екатерине Владимировне. У них были дети: Екатерина, Владимир (1823—1888, генерал-лейтенант, Курляндский военный и гражданский губернатор, сенатор), Елена, Иван (1830—1884, командир Омского пехотного полка).
В 1822 (или 1821)—1823 годах исправляющий должность Керчь-Еникальского градоначальника, вновь учреждённого Именным Указом императора Александра I, данным Сенату, от 10 октября 1821 года, за № 28776 «Об утверждении постановления об открытии Керченского порта и штатов Карантинного и Таможенного округов».
1 января 1826 года, с производством в генерал-майоры, он был назначен командиром 1-й сводной пионерной бригады, 25 октября 1829 года — командиром 1-й сапёрной бригады, а через год, 11 июня, — начальником штаба 1-го пехотного корпуса. Впрочем, эту должность он занимал только полгода: восстанием поляков 17 ноября 1830 года началась польско-русская война и к началу военных действий генерал Ден был назначен исполняющим дела начальника инженеров действующей армии, с главною квартирою которой в январе 1831 года вступил в пределы Царства Польского. 7 февраля он участвовал в действиях против мятежников при корчме Вавре, на следующий день был назначен исполняющим дела начальника штаба 1-го корпуса и в этой должности участвовал в сражении при Праге, за храбрость в котором 19 апреля награждён орденом Святого Владимира 2-й степени. 17 марта он снова принимает должность начальника инженеров, вскоре отправляется в Брест-Литовск для его укрепления, и за исполнение этого серьёзного поручения получает «совершенную благодарность» государя императора. Во время этой кампании он находился также при укреплении города Мендзиржиц, при устройстве переправы через Вислу при Осьеке и при укреплении Ловича. За участие в штурме Варшавы он 18 октября 1831 года был награждён орденом Святого Георгия 3-й степени
В воздаяние отличнаго мужества и храбрости, оказанных 25 и 26 августа 1831 года при штурме варшавских укреплений.
В знаменательный для инженеров период царствования императора Николая I, когда принимались серьёзные меры к обороне государства и на западе России одна за другою стали возникать крепостные твердыни, в 1831 году генерал Ден был назначен строителем крепостей в Царстве Польском. Когда прусский король, посетивший императора Николая I, удивляясь громадности военных сооружений, спросил Государя, что может стоить государству такая масса крепостей, Николай Павлович отвечал: «это знает Бог да Иван Иванович» (Ден). Под его руководством и ближайшим надзором, в разных стратегических пунктах государства возникли крепости Ново-Георгиевск, Александровская цитадель, Ивангород и Брест-Литовск. Это был блестящий период службы Дена, которого государь награждал часто и истинно по-царски. Останавливаясь лишь на главнейших наградах, упомянем, что в 1832 году он получил аренду в 1800 рублей. 6 декабря 1833 года произведён в генерал-лейтенанты, а «за отличный успех», найденный императором при постройке Александровской цитадели и Брест-Литовских укреплений, Всемилостивейше пожаловано ему в награду 50 тысяч рублей ассигнациями. В 1834 году, «за блистательный успех при возведении крепостных работ в Александровской цитадели и Ново-Георгиевске как по обширности работ, совершённых в столь короткое время, так и по отличной чистоте отделки и видимой прочности самих построек» удостоен Высочайшего благоволения и 16 ноября получил орден Белого Орла. В 1835 году «за благоразумную попечительность и неусыпную деятельность» по возведению тех же крепостей — та же милость. В этом же году он отправился для лечения в Мариенбад, на что получил от Государя 500 червонцев, и, кроме того, ему было пожаловано в потомственное владение имение Козеницы в Царстве Польском. 19 июня 1838 года он был награждён орденом Святого Александра Невского (алмазные знаки к этому ордену пожалованы 22 мая 1845 г.). В 1840 году получил Высочайшее благоволение за постройку крепостей с неимоверно быстрым успехом. Весьма любопытна ещё одна награда Дену в том же 1840 году: «за блестящее состояние работ в Ново-Георгиевске Высочайше повелено выдать 50 тыс. р. асс. на приданое старшей дочери». В следующем году он снова ездил лечиться за границу, а по окончании курса лечения на богемских минеральных водах имел поручение осмотреть крепости в Австрии, Баварии и по течению Рейна. 10 октября 1843 года Ден был произведён в инженер-генералы, и на него была возложена постройка Варшавско-Венской железной дороги и управление этою дорогою.

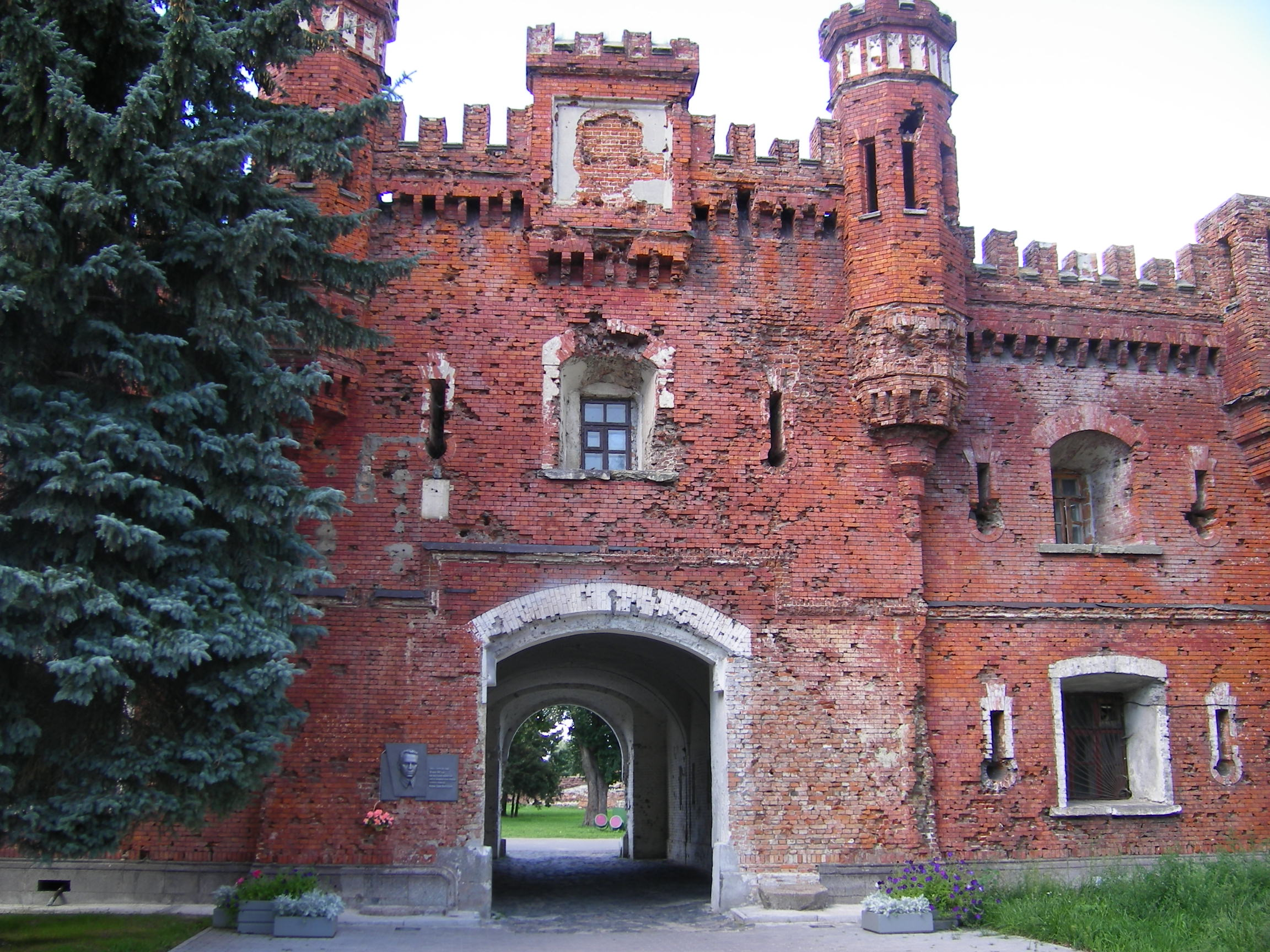
Ворота Брестской крепости

В 1846 году Ден овдовел, а через год с ним случилось новое несчастье: при осмотре работ в Ново-Георгиевской крепости на него наехали испугавшиеся лошади и сшибли его с ног. При этом он настолько сильно ушиб ногу, что долго потом ходил с помощью костылей и всю жизнь не мог бросить палки. Император навестил его во время болезни и приказал ему весной следующего года непременно поехать за границу. По совету врачей, Ден отправился на купанье в Гастейн. Однако это лечение не принесло ему полного выздоровления, и он вынужден был просить наместника Царства Польского князя И. Ф. Паскевича об увольнении его от заведования Варшавско-Венской железной дорогой, так как болезненные припадки часто беспокоили его. Фельдмаршал согласился на увольнение Дена от этой должности, причём свидетельствовал перед государем, что весь успех, к тому времени уже оконченной постройки, есть результат многолетней опытности и неусыпных трудов генерала Дена. В этом году он получил, при Высочайшем рескрипте, табакерку с портретом Государя, украшенным бриллиантами.
В 1849 году, во время Венгерской кампании, Ден, как больной после ушиба ноги, не мог принимать участия в военных действиях и оставался в Варшаве, исправляя должность наместника Царства Польского. Когда Паскевич вступил в исполнение прежних обязанностей, государь «в ознаменование Монаршего Благоволения за новый опыт пламенного усердия и примерной деятельности, оказанных при исполнении временно возложенных на него обязанностей по управлению наместника в Царстве Польском», 22 августа 1849 года пожаловал ему орден Святого Владимира 1-й степени.
В том же году скончался великий князь Михаил Павлович, после которого генерал Ден был назначен инспектором инженерной части. Пост этот требовал, кроме технического образования, известной доли административной опытности, знания людей, наконец, особенной осторожности в денежных расходах. На первых порах он хотел отстранить некоторых лиц, имевших обязанностью представлять ему общие доклады по инженерному управлению. Прежние ли его дурные отношения к этим лицам были тому причиной, недоверчивость ли его к беспристрастию этих отдельных докладчиков, но генерал Ден приказал, чтобы все начальники отделений департамента и отдельные начальники строевых частей имели бы к нему личный доклад.
К этому периоду деятельности генерала Дена относятся следующие его распоряжения:
1.) предписание о сокращении делопроизводства, счетоводства и отчётности в инженерных командах;
2.) выработка «нормальных чертежей» главным воинским зданиям;
3.) предположение, ввиду сокращения расходов, упразднить управления инженерных округов;
4.) новые правила по строительной, хозяйственной и счётной частям инженерного ведомства;
5.) постройка машины (по образцу изобретённой французским инженером Оже) для определения толщины крепостных эскарпных стен сообразно с разными условиями;
6) другие распоряжения.
Представление о «беспристрастии отдельных докладчиков» даёт рассказ Лескова «Инженеры бессребреники»:

Часть, в которую Николай Фермор поступил по прибытии в Варшаву, находилась в управлении инженера, у которого «система самовознаграждения» была поставлена самым правильным образом. Никто, кроме самого начальника части, не имел надобности ничего извлекать сам в свою пользу или входить в какие бы то ни было непосредственные отношения с подрядчиками работ и поставщиками строительных материалов. Всё это начальник со всею ответственностью нёс на себе сам, устраняя своих подчинённых от всяких сделок, «дабы не происходило никакой путаницы». Никто из офицеров своими руками ничего от посторонних не принимал, но каждому ежемесячно, при выдаче казённого жалованья, раздавалась «прибавка» или «дачка», о происхождении которой известно было только, что она «идёт из кружки». Как составлялась эта «кружка», всем было понятно: старший брал или «уэкономливал» и потом «делил, как поп на причёт». Причётники получали то, что им давал отец настоятель, и никаких частностей всей этой благостыни могли не знать. Они даже обязаны были не стараться проникать в тайны, чтобы не подвергать дитя опасности от семи нянек, а получали, что им распределялось от отца командира, и затем продолжали служить с незапятнанною совестью, исполняя приказания старшего и ни в чём ему не переча.

Словом, «система самовознаграждения» была здесь возведена на высокую степень практичности, и все были ею довольны, тем более что отец настоятель был мастер собирать кружку и делил её не скаредно.— Лесков Н. С. Собрание сочинений в 12 т. — Том 2. — М.: Правда, 1989. — С. 136—188. Архивировано 22 октября 2007 года.
6 декабря 1850 года инженер-генерал Ден был назначен членом Государственного совета и за свою долгую и честную службу удостоился получить выражение Именного Высочайшего к нему Благоволения около 70 раз.

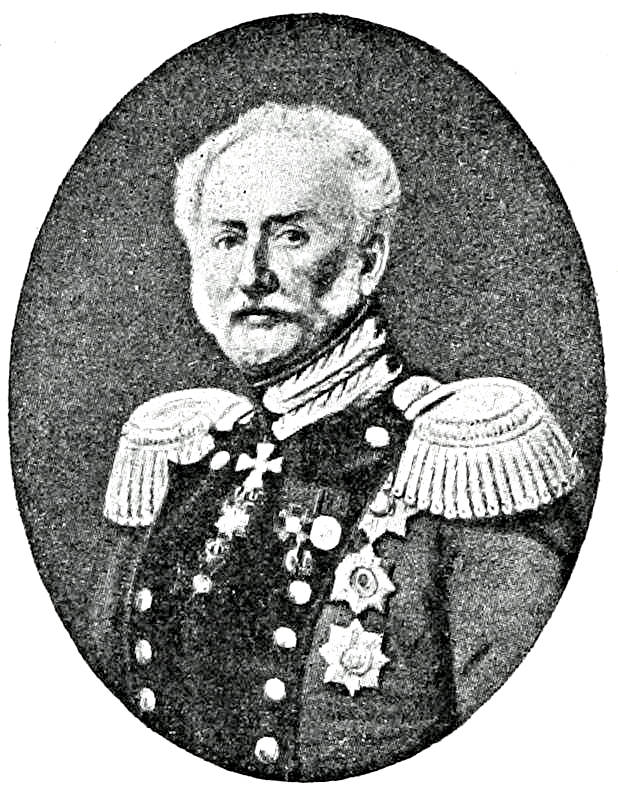
И. И. Ден
Фото из «Военной энциклопедии»

Во время Крымской войны 1853—1856 годов, перед отправлением Э. И. Тотлебена в Дунайскую армию, угадывая в нём выдающегося инженера, Ден дал о нём самый лестный отзыв и исходатайствовал производство Тотлебена в подполковники «в том внимании, что он мог бы при действующих войсках быть употреблён в качестве штаб-офицера с особенною пользою, по отличным познаниям и способностям своим». Ден не ошибся. Вообще, по отзывам современников, он имел великий дар выбирать дельных людей и назначать их именно туда, где они могли приносить наибольшую пользу своими познаниями. Как недюжинный военный инженер, ещё за несколько лет до осады Севастополя, он оценил важное значение этого пункта и убеждал императора Николая Павловича укрепить его с сухопутной стороны, выдвинув значительно вперёд линию огня, как это впоследствии пришлось сделать Тотлебену. К сожалению, государь не допускал возможности высадки здесь неприятеля. Обстоятельства показали потом эту роковую ошибку.
Когда англо-французский флот вошёл в Балтийское море, Ден был назначен исполняющим дела Кронштадтского военного губернатора, с правами командира отдельного корпуса в военное время. Пост этот он сохранял, пока Петербургу и Кронштадту угрожала опасность, и 30 апреля 1855 года, в знак особого высочайшего благоволения, был удостоен звания генерала, состоящего при Особе Его Величества, и права ношения вензелевого изображения имени Его Величества на эполетах.
После кончины Николая I в государственном устройстве Российской империи произошли важные перемены, которые коснулись и инженерного ведомства. Правда, на страже инженерного дела оставался Иван Иванович Ден, человек просвещённый, умный и замечательный техник, но его личное положение сильно изменилось. Он не мог смириться с мыслью, что ему приходилось делать доклады уже не лично государю, а лицам, нередко мало знакомым с инженерной техникой и к тому же ещё, может быть, предубеждённым против него. Инженер-генерал Ден избегал личных докладов военному министру генералу от артиллерии Н. О. Сухозанету, из разговоров которого и возражений по технической части мог убедиться, что дальнейшие его рассуждения с министром не принесут пользы. Ден предпочитал все требуемые сведения посылать военному министру на бумаге: отчего увеличивалась переписка и замедлялась работа, хотя одной из его забот было, как мы видели, сокращение делопроизводства и отчётности в инженерных командах. В 1856 году, с назначением великого князя Николая Николаевича Старшего генерал-инспектором по инженерной части, Ден был назначен к Его Высочеству товарищем, с оставлением при особе государя и членом Государственного совета. В этом же году 17 марта Ден праздновал пятидесятилетний юбилей своей службы, в ознаменование чего Высочайше повелено было назначить его шефом 4-й роты лейб-гвардии Сапёрного батальона. Кроме того, государь подарил ему картину с портретами некоторых офицеров и нижних чинов этого батальона и продлил ещё на несколько лет назначенную ему аренду. Чины инженерного корпуса, со своей стороны, желая выразить своему главному начальнику любовь и уважение, с Высочайшего Соизволения, составили по подписке капитал (4132 руб.) для содержания в Николаевском инженерном училище одного пенсионера из детей лиц, служащих или служивших в инженерном корпусе.
Ещё в 1854 году Ивана Ивановича постиг нервный удар, после которого он стал не так свободно владеть языком. Затем расстроенное здоровье и преклонный возраст заставили его отказаться от служебной деятельности. 19 мая 1858 года он был уволен в бессрочный отпуск, а 11 марта 1859 года Ден скончался. Похоронен в Козенице Радомского уезда.

## Награды
Российские:
- Орден Святой Анны 3-й (4-й) степени (17 августа 1808)
- Орден Святой Анны 2-й степени (4 июля 1822) за отличие при манёврах под Вильно
- Алмазные знаки к ордену Святой Анны 2-й степени (9 октября 1823)
- Орден Святого Владимира 3-й степени (5 ноября 1827)
- Орден Святого Георгия 4-й степени (№ 4151, 1 июля 1828) за отличие при взятии Браилова
- Орден Святой Анны 1-й степени (10 мая 1830)
- Орден Святого Владимира 2-й степени (19 апреля 1831)
- Орден Святого Георгия 3-й степени (№451, 18 октября 1831) за отличие при взятии Варшавы
- Знак отличия за военное достоинство (Virtuti Militari) 2-й степени (1832)
- Орден Белого Орла (16 ноября 1834)
- Орден Святого Александра Невского (19 июня 1838)
- Бриллиантовые знаки к ордену Святого Александра Невского (22 мая 1845)
- Орден Святого Владимира 1-й степени (22 августа 1849)
- Знак отличия беспорочной службы за XLV лет (1854)

Иностранные:
- Прусский орден Красного орла 1-го класса (1835)